# Gauss (unité)
Pour les articles homonymes, voir Gauss (homonymie).
Le gauss, de symbole G, est l'unité CGS « électromagnétique » à trois dimensions d'induction magnétique. Il est défini comme 1 maxwell par centimètre carré (Mx/cm2).
Le gauss, nommé en l'honneur de Carl Friedrich Gauss, ne peut pas être comparé strictement à l'unité correspondante du Système international (SI), le tesla (symbole T), car le SI est à quatre dimensions lorsqu'on se limite aux grandeurs mécaniques et électriques. Le gauss correspond cependant à 10−4 T, en valeur numérique. Une façon de voir la conversion commence avec 1 T = 1 kg s−2 A−1 ; on convertit d'abord au gramme (d'où un facteur 10-3), puis on substitue l'abampère (abA) à l'ampère, ce qui ajoute un autre facteur 10-1.
Le gauss possède une sous-unité désuète, le « gamma », noté γ, valant 10−5 G et correspondant donc à 1 nT.

## Valeurs typiques
- Le champ d’induction magnétique terrestre vaut environ 0,5 G en France ;
- Un petit aimant métallique type ferrite a un champ rémanent de l'ordre de 2 000 à 4 000 G ;
- un petit aimant fer-néodyme-bore : 13 000 G.
- Un gros électroaimant, plus de 15 000 G ;
- L'électroaimant supraconducteur situé au LHC 40 000 G (avec pour objectif d'atteindre 83 000 G)[3] ;
- celui des IRM de l'ordre de 15 000 à 30 000 G[4] ;
- et celui des spectromètres RMN, jusqu'à 243 000 G.
- Le plus grand aimant à impulsions au monde (situé au NHMFL de Los Alamos) : 600 000 G[5].
- La surface d'une étoile à neutrons, environ 1012 G[6] ;
- et les étoiles magnétiques (magnétars) jusqu'à 1014 G.